# Poublanc
Poublanc és un llogaret del municipi de  Montfort (Vinalopó Mitjà), al nord del terme, a la partida rural del mateix nom. El caseriu està situat al nord-est de la muntanyeta del Cerro Martínez (385,9m), a la vora de la carretera CV-820, entre les poblacions de  Montfort i  Agost (Alacantí). Aproximadament a dos quilòmetres al sud de Poublanc, es troba la caseria de l'Estació de Montfort. La seua estratègica situació geogràfica, situat a la carretera cap a Agost, a prop d'esta població, quasi fitant amb el seu terme, ha fet que històricament, els seus habitants parlen en valencià, al contrari que la resta dels pobles i caserius del terme municipal  montfortí, que són castellanoparlants.